# Pradoxa
Pradoxa is een geslacht van weekdieren uit de klasse van de Gastropoda (slakken).

## Soorten
- Pradoxa confirmata (Fernandes & Rolán, 1990)
- Pradoxa gorii Houart & Rolán, 2012
- Pradoxa thomensis (Fernandes & Rolán, 1990)
- Pradoxa urdambideli Houart & Rolán, 2012